# Мічурінський сільський округ (Тимірязєвський район)
Мічу́рінський сільський округ (каз. Мичурин ауылдық округі, рос. Мичуринский сельский округ) — адміністративна одиниця у складі Тимірязєвського району Північноказахстанської області Казахстану. Адміністративний центр та єдиний населений пункт — село Мічуріно.
Населення — 406 осіб (2021; 541 у 2009, 725 у 1999, 871 у 1989).
Станом на 1989 рік існувала Мічурінська сільська рада (село Мічуріно).